# Folyó fizetési mérleg
Egy ország lakosainak a külfölddel lebonyolított bizonyos gazdasági ügyleteinek nyilvántartására szolgál a folyó fizetési mérleg. (A folyó fizetési mérleg a fizetési mérleg részmérlege.) Az ügyletek nyilvántartása pénzben történik egy meghatározott időszakra (általában 1 év). A mérleg egyik oldalára a beáramló külföldi valutás, a másikra a kiáramló külföldi valutás ügyletek kerülnek.

## Szerkezete
A folyó fizetési mérleg az alábbi részmérlegekre bontható:
1. Áruk (Kereskedelmi mérleg)
1.1. Általános termékforgalom
1.2. Bérmunka
1.3. Javítás
1.4. A szállítójárművek által igénybe vett üzemanyag és egyéb ellátmány
1.5. Nem monetáris arany
2. Szolgáltatások
2.1. Szállítási szolgáltatások
2.2. Idegenforgalom
2.3. Kommunikációs szolgáltatások
2.4. Építési-szerelési szolgáltatások
2.5. Biztosítási szolgáltatások
2.6. Pénzügyi szolgáltatások
2.7. Számítógépes és információs szolgáltatások
2.8. Szabadalmi és licencdíjak
2.9. Egyéb üzleti szolgáltatások
2.10. Személyes, kulturális és szórakoztatással kapcsolatos szolgáltatások
2.11. Kormányzati szolgáltatások
3. Jövedelmek
3.1. Munkából származó jövedelmek
3.2. Befektetések jövedelmei
3.2.1. Közvetlen tőkebefektetések jövedelmei
3.2.1.1. Részvény és egyéb részesedések jövedelmei
3.2.1.1.1. Osztalék és felosztott jövedelmek
3.2.1.1.2. Újrabefektetett jövedelmek
3.2.1.2. Adóssághoz kapcsolódó jövedelmek (kamat)
3.2.2. Portfólióbefektetések jövedelmei
3.2.2.1. Részvény és egyéb részesedések jövedelmei (osztalék)
3.2.2.2. Adóssághoz kapcsolódó jövedelmek (kamat)
3.2.2.2.1. Kötvények
3.2.2.2.2. Pénzpiaci eszközök
3.2.3. Egyéb befektetések jövedelmei
4. Viszonzatlan folyó átutalások (transzferek)
4.1. Államháztartás
4.2. Egyéb szektorok